# 魯德加瓦伯村
魯德加瓦伯村（波斯語：رودگوابر），是伊朗吉兰省阿姆拉什县兰库区沙布庫斯拉特鄉的一个村。2006年人口普查顯示該村人口为132人，分佈在31个家庭中。